# 24 Horas (jornal)
O 24horas foi um jornal diário generalista português publicado em Portugal. Era assumidamente um "tablóide", o primeiro deste tipo em Portugal.

## História e factos
Fundado em 5 de Maio de 1998 por José Rocha Vieira, também fundador do semanário Tal & Qual, o 24horas foi um jornal diário que revolucionou a imprensa portuguesa pelo seu carácter assumidamente tablóide. A partir de 2005, ao fim-de-semana, apresentava-se em formato de revista, uma por dia, sendo cada uma delas acompanhada por um caderno de 24 páginas com notícias de última hora. Ao sábado era publicada uma revista de carácter genérico, com notícias de nacional e desporto. Ao domingo, a revista publicada cobria as áreas de televisão e social. A partir de meados de 2009, passou a ser editado em formato A3, todos os dias da semana. O jornal foi dirigido por João Ferreira (interinamente), Jorge Morais, Alexandre Pais e Pedro Tadeu. Nuno Azinheira foi o último director, tendo assumido o cargo em Agosto de 2009. Menos de um ano depois, foi anunciado o encerramento. O último número foi publicado a 30 de Junho de 2010.
Em 2004, o 24horas atingiu uma circulação de cerca de 60 mil exemplares por dia. Em Fevereiro de 2009, o 24horas tinha uma circulação paga de 33.814 exemplares, em Fevereiro de 2010 registava menos de metade, 16.435 exemplares. No dia 30 de Junho de 2010 publicou a sua última capa. O 24horas tinha sede na Avenida da Liberdade, 266, em Lisboa e é propriedade da Global Notícias Publicações, uma empresa do grupo Controlinveste Media.

## Envelope 9
A história deste jornal ficou marcada pela publicação, em Janeiro de 2006, do caso que ficou conhecido como "Envelope 9", no âmbito do processo de abuso sexual de menores da Casa Pia de Lisboa.
O caso — que chegou a levar à invasão da redacção do jornal pelo Ministério Público e Polícia Judiciária, a 15 de Fevereiro de 2006, para apreensão de um computador do jornalista Joaquim Eduardo Oliveira e, no mesmo dia, da casa do jornalista Jorge Van Krieken (colaborador externo do jornal), onde também foi apreendido um computador — gerou muita polémica e motivou uma reunião de emergência convocada pelo então Presidente da República Jorge Sampaio, que chamou ao Palácio de Belém o procurador-geral da República José Souto de Moura. Ainda no âmbito deste processo foi criada uma Comissão Parlamentar de Inquérito para apuramento de responsabilidades.
O "Envelope 9" era um envelope anexado ao processo judicial que investigou suspeitas de abuso sexual de menores na Casa Pia, alegadamente praticada por pessoas influentes e poderosas. Nesse envelope estavam cinco disquetes onde constavam os registos detalhados de milhares de chamadas telefónicas feitas por 208 personalidades da vida pública portuguesa (política, administrativa, judicial e outras) e por vários titulares de órgãos de soberania do Estado, a começar pelos registos de um telefone do próprio Presidente da República. Estes foram os factos relevados pela notícia de 13 de Janeiro do 24horas.
Na sequência do inquérito-crime, que culminou com a acusação dos dois jornalistas do crime de acesso indevido a dados pessoais, o Tribunal de Instrução Criminal de Lisboa decidiu, no início de 2008, não levar os dois jornalistas arguidos a julgamento.

## Suplementos
- Bits & Bytes (semanal, à sexta-feira)